# Nikola Drašković
Nikola Drašković je član obitelji Drašković koji se spominje 1241./1242. godine u bitkama protiv Mongola za njihova prodora u Ugarskoj.